# Kaiseregg
Le Kaiseregg est un sommet des Préalpes fribourgeoises situé en Suisse, dans le canton de Fribourg.

## Géographie

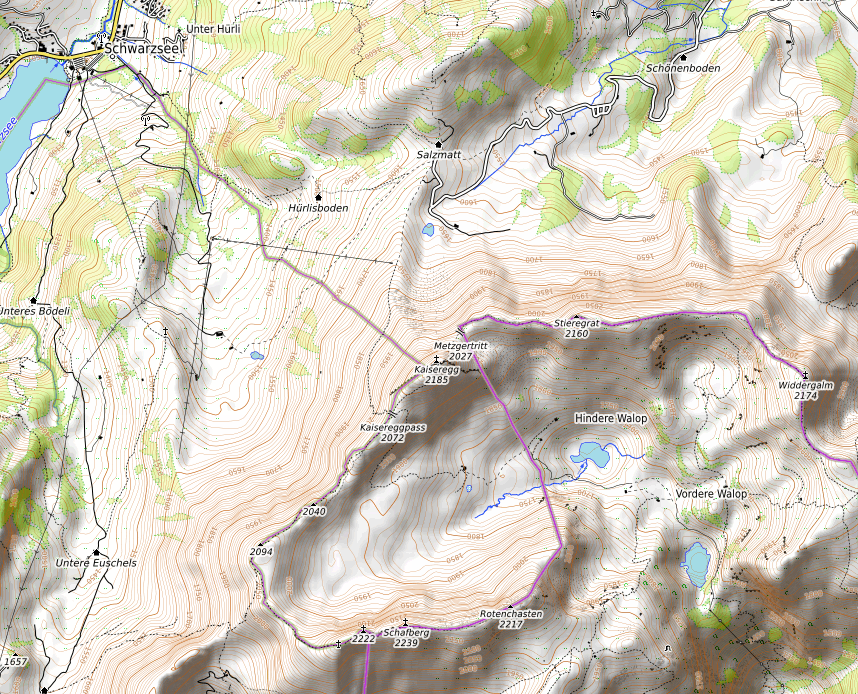
Carte topographique.

Le Kaiseregg culmine à 2 185 m d'altitude. Il est situé au sud-est du lac Noir qu'il domine.